# Irmãos Jensen
Irmãos Jensen, ou Jensen Brothers, foi uma dupla de tenis formada pelos ex-tenistas estadunidenses Luke Jensen e Murphy Jensen. São considerados a mais popular dupla de tenis da história, por conta de sua irreverencia em quadra. Eram conhecidos no circuito por serem folclóricos, sendo os precursores do chamado "tênis-show". Foram também os inventores da comemoração "batida no peito", muito usada pela dupla Bob e Mike Bryan.
Em 1993, foram a 5a melhor dupla do ano.

## Finais: 10 (4v-6d)
| Legenda                     |
| Grand Slam (1)              |
| Tennis Masters Cup (0)      |
| ATP Masters Series (0)      |
| ATP Championship Series (2) |
| ATP Tour (7)                |

| Finais por Superfície |
| Duro (2)              |
| Saibro (6)            |
| Grama (1)             |
| Carpete (1)           |

| No. | Resultado     | Data                    | Torneio                         | Superfície/Piso | Parceria                    | Adversários                        | Placar        |
| 1.  | Vice-Campeões | 18 de Janeiro de 1993   | ATP Sydney Outdoor              | Duro            | Luke Jensen / Murphy Jensen | Sandon Stolle Jason Stoltenberg    | 3–6, 4–6      |
| 2.  | Campeões      | 07 de Junho de 1993     | Roland Garros                   | Saibro          | Luke Jensen / Murphy Jensen | Marc-Kevin Goellner David Prinosil | 6–4, 6–7, 6–4 |
| 3.  | Vice-Campeões | 18 de Outubro de 1993   | ATP Tokyo Indoor                | Carpetee        | Luke Jensen / Murphy Jensen | Grant Connell Patrick Galbraith    | 3–6, 4–6      |
| 4.  | Vice-Campeões | 28 de Fevereiro de 1994 | Abierto Mexicano Telcel         | Saibro          | Luke Jensen / Murphy Jensen | Francisco Montana Bryan Shelton    | 3–6, 4–6      |
| 5.  | Vice-Campeões | 19 de Setembro de 1994  | ATP Bogotá                      | Saibro          | Luke Jensen / Murphy Jensen | Mark Knowles Daniel Nestor         | 4–6, 6–7      |
| 6.  | Campeões      | 26 de Junho de 1995     | Nottingham Open                 | Grama           | Luke Jensen / Murphy Jensen | Patrick Galbraith Danie Visser     | 6–3, 5–7, 6–4 |
| 7.  | Campeões      | 26 de Agosto de 1996    | ATP Long Island                 | Duro            | Luke Jensen / Murphy Jensen | Hendrik Dreekmann Alexander Volkov | 6–3, 7–6      |
| 8.  | Vice-Campeões | 12 de Maio de 1997      | ATP Delray Beach                | Saibro          | Luke Jensen / Murphy Jensen | Dave Randall Greg Van Emburgh      | 7–6, 2–6, 6–7 |
| 9.  | Vice-Campeões | 26 de Maio de 1997      | Hypo Group Tennis International | Saibro          | Luke Jensen / Murphy Jensen | Kelly Jones Scott Melville         | 2–6, 6–7      |
| 10. | Campeões      | 21 de Julho de 1997     | Legg Mason Tennis Classic       | Duro            | Luke Jensen / Murphy Jensen | Neville Godwin Fernon Wibier       | 6–4, 6–4      |

## Luke Jensen
Luke Jensen (Grayling (Michigan), 18 de Junho de 1966) é um ex-tenista profissional estadunidense.

### Carreira
Como junior, foi N.1 do mundo, tanto em duplas como em simples.
Seu melhor ranking na carreira profissional foi: Simples (168 - em 25.07.1988), e Duplas (6 - em 01.11.1993)
Sua maior conquista em simples talvez tenha sido uma vitória em 1996, lograda sobre Andre Agassi (6-2, 6-4), então N.03 do mundo, em Memphis.

### Estilo de Jogo
Luke sacava tanto com a direita, quanto com a esquerda. Por conta disso, ganhou a alcunha "Dual Hand Luke". Porém, para os demais golpes, era estritamente destro.

### Conquistas
- Luke Conquistou 2 medalhas em Jogos Pan-Americanos, ambas em Indianápolis 1987: 1 de Bronze em Simples, e 1 de Ouro em Duplas (ao lado de Patrick McEnroe)[12]
- 3o Lugar no US Open de 1995 (Duplas Mistas), ao lado da francesa Mary Pierce[13]

#### Finais

##### Duplas: 13 (6v-7d)
Serão representadas aqui as finais alcançadas além da parceria com o irmão
| No. | Resultado     | Data                    | Torneio                         | Superfície/Piso | Parceiro(a)     | Adversários                             | Placar        |
| 1.  | Campeões      | 01 de Fevereiro de 1988 | ATP Guarujá                     | Duro            | Ricardo Acuña   | Javier Frana Diego Pérez                | 6–1, 6–4      |
| 2.  | Campeões      | 20 de Novembro de 1989  | ATP Johannesburg                | Duro (i)        | Richey Reneberg | Kelly Jones Joey Rive                   | 6–0, 6–4      |
| 3.  | Campeões      | 08 de Abril de 1991     | Verizon Tennis Challenge        | Duro            | Scott Melville  | Nicolás Pereira Pete Sampras            | 6–7, 7–6, 6–3 |
| 4.  | Campeões      | 29 de Abril de 1991     | Monte Carlo Masters             | Saibro          | Laurie Warder   | Paul Haarhuis Mark Koevermans           | 5–7, 7–6, 6–4 |
| 5.  | Vice-Campeões | 20 de Maio de 1991      | Rome Masters                    | Saibro          | Laurie Warder   | Omar Camporese Goran Ivanišević         | 2–6, 3–6      |
| 6.  | Campeões      | 27 de Maio de 1991      | ATP Bologna Outdoor             | Saibro          | Laurie Warder   | Luiz Mattar Jaime Oncins                | 6–4, 7–6      |
| 7.  | Vice-Campeões | 07 de Outubro de 1991   | ATP Sydney Indoor               | Duro (i)        | Laurie Warder   | Jim Grabb Richey Reneberg               | 4–6, 4–6      |
| 8.  | Vice-Campeões | 06 de Abril de 1992     | Estoril Open                    | Saibro          | Laurie Warder   | Hendrik Jan Davids Libor Pimek          | 6–3, 3–6, 5–7 |
| 9.  | Campeões      | 25 de Maio de 1992      | ATP Bologna Outdoor             | Saibro          | Laurie Warder   | Javier Frana Javier Sánchez             | 6–2, 6–3      |
| 10. | Vice-Campeões | 01 de Março de 1993     | Tennis Channel Open, Scottsdale | Duro            | Sandon Stolle   | Mark Keil Dave Randall                  | 5–7, 4–6      |
| 11. | Vice-Campeões | 08 de Março de 1993     | Indian Wells Masters            | Duro            | Scott Melville  | Guy Forget Henri Leconte                | 4–6, 5–7      |
| 12. | Vice-Campeões | 03 de Maio de 1993      | Madrid Tennis Grand Prix        | Saibro          | Scott Melville  | Tomás Carbonell Carlos Costa            | 6–7, 2–6      |
| 13. | Vice-Campeões | 24 de Abril 1995        | ATP Nice                        | Saibro          | David Wheaton   | Cyril Suk Daniel Vacek                  | 6–3, 6–7, 6–7 |
| 14. | Vice-Campeões | 28 de Janeiro de 1996   | Australian Open                 | Duro            | Nicole Arendt   | Larisa Savchenko Neiland Mark Woodforde |               |
| 15. | Vice-Campeões | 9 de Junho de 1996      | Roland Garros                   | Saibro          | Nicole Arendt   | Javier Frana Patricia Tarabini          |               |

## Murphy Jensen
Murphy Jensen (Ludington, 30 de Outubro de 1968) é um ex-tenista profissional estadunidense. Como títulos na carreira, tem os 4 em duplas conquistados com o irmão.
Seu melhor ranking na carreira foi: Simples (586 - em 11.01.1993), e Duplas (17 - em 18.10.1993)
Atualmente, é diretor da "Tennis at Sea Island" e técnico do Washington Kastles no World TeamTennis.

## Na Mídia
Murphy também é ator e apresentador, tendo feito aparições em alguns filmes, como o franco-britânico Wimbledon - O Jogo do Amor, e mais recentemente em Tennis, Anyone.
Ele também é o âncora de alguns programas no Tennis Channel, como o "Open Access" e o "Murphy's Guide".
Ele é casado com a atriz Robin Givens, com quem tem um filho chamado William.